# Винер, Юлия Мееровна
Ю́лия Ме́еровна Ви́нер (22 июля 1935, Москва — 13 февраля 2022, Иерусалим) — израильская писательница, поэтесса, переводчик, сценарист.

## Биография
Родилась в Москве в семье писателя Меера Винера. Внучка писателя Нояха Лурье (1885—1960). Окончила ВГИК. С 1971 года жила в Израиле.
Сама она написала о себе: «Родилась в Москве, полжизни прожила в качестве еврейки в России. Вторые полжизни живу в качестве русской в Израиле. Закончила сценарный факультет ВГИКа; этим ремеслом и зарабатывала на хлеб…»
С 1978 года была замужем за голландским режиссёром Джоном Фернхаутом (1913—1987).
Похоронена на иерусалимском кладбище Гиват-Шауль.

## Творчество
Переводила с иврита, английского, французского, немецкого, польского и других языков. Писала стихи и прозу на русском языке.
- Былое и выдумки [Текст] / Юлия Винер. - Москва : Новое литературное обозрение, 2015. - 558, [1] с.; 21 см.; ISBN 978-5-4448-0291-5 : 1000 экз.
- О деньгах, о старости, о смерти и пр.: стихотворения / Юлия Винер. — М.: Текст, 2007. - 233, [6] с.; 17 см.; ISBN 978-5-7516-0657-4
- Бриллиант в мешке [Текст]: роман / Юлия Винер. — М.: Текст, Книжники, 2012. - 378, [2] с.; 21 см. - (Место встречи).; ISBN 978-5-7516-1009-8
- Место для жизни [Текст]: квартирный сюжет в рассказах / Юлия Винер. — М.: Текст: Книжники, 2011. - 379, [2] с.; 17 см. - (Проза еврейской жизни).; ISBN 978-5-7516-0926-9
- Красный адамант: роман / Юлия Винер. — М.: Текст, 2006 (М.: ФГУПП Детская книга). - 332, [2] с.; 21 см. - (Еврейская книга) (Детектив).; ISBN 5-7516-0517-9
- Снег в Гефсиманском саду [Текст]: повести и маленькая пьеска : [18+] / Юлия Винер. — М.: Новое лит. обозрение, 2016. - 584, [1] с.; 21 см. Тир. 1000 экз.; ISBN 978-5-4448-0545-9
- Место для жизни: квартир. рассказы. Юлия Винер // Новый мир. 2006. No 5. С. 89 — 115.

Повести: «Снег в Гефсиманском саду»;«На воздушном шаре — туда и обратно»; «Собака и её хозяйка»; «Смерть в доме творчества», «Былое и выдумки».
Романы: «Красный адамант».
Сборники стихотворений: «О деньгах, о старости, о смерти» (Иерусалим: Alphabet Publishers, 1998; М.: Текст, 2007).
Переводы:
- Хамуталь Бар-Йосеф. «Пища» (перевод с иврита; Спб., 2004).
- Не оставляя следов: воспоминания ветерана израильских спецслужб / Амнон Йона; пер. с иврита Юлии Винер. — М.: Текст, 2005. - 251, [3] c., [8] л. ил., портр.; 21 см.; ISBN 5-7516-0530-6 : 2000

## Переводы её произведений на другие языки
- На иврит:

על כסף, על זקנה, על מוות וכו'« (ארבע פואמות), תרגמה מרוסית חמוטל בר-יוסף»
Иерусалим: Кармель, 2003
- На немецкий:

Mischas roter Diamant: Roman, Berlin: Berliner Taschenbuch Verlag BVT, 2008.